# From There to Eternity
From There to Eternity är en samlingsvideo av det brittiska heavy metalbandet Iron Maiden släppt 1992. Den innehåller exakt samma videor som på The First Ten Years förutom några få mellan åren 1990 och 1992. De flesta finns även med på dvd:n Visions of the Beast. 
Videon är 95 minuter lång.

## Låtlista
1. Women in Uniform (Macainsh)
2. Wrathchild (Harris)
3. Run to the Hills (Harris)
4. The Number of the Beast (Harris)
5. Flight of Icarus (Smith, Dickinson)
6. The Trooper (Harris)
7. 2 Minutes to Midnight (Smith, Dickinson)
8. Aces High (Harris)
9. Running Free (Harris, Di'Anno)
10. Wasted Years (Smith)
11. Stranger in a Strange Land (Smith)
12. Can I Play with Madness (Smith, Dickinson, Harris)
13. The Evil That Men Do (Smith, Dickinson, Harris)
14. The Clairvoyant (Harris)
15. Infinite Dreams (Harris)
16. Holy Smoke (Harris, Dickinson)
17. Tailgunner (Harris, Dickinson)
18. Bring Your Daughter...To the Slaughter (Dickinson)
19. Be Quick or Be Dead(Dickinson, Gers)
20. Wasting Love (Dickinson, Gers)
21. From Here to Eternity (Harris)